# Tống Phúc Thiêm
Tống Phúc Thiêm hay Tống Phước Thiêm (tên nữa là Thiện)(chữ Hán: 宋福添; ? - 1782) là võ tướng của chúa Nguyễn Phúc Ánh trong lịch sử Việt Nam.

## Sự nghiệp
Ông là người huyện Tống Sơn (nay là Hà Trung), tỉnh Thanh Hóa. Không rõ ông đầu quân Nguyễn khi nào, chỉ biết vào tháng 12 năm Giáp Ngọ (1774), sau khi quân Trịnh do tướng Hoàng Ngũ Phúc chỉ huy chiếm được Phú Xuân, chúa Nguyễn Phúc Thuần (tức Định Vương) phải mang các thân thuộc tháo chạy vào Gia Định, ông xin theo hộ vệ, được tin dùng, lần hồi trải đến chức Chưởng cơ. Do đó, ông còn được sách sử được gọi là Chưởng cơ Thiêm Lộc 添祿.
Năm Bính Thân (1776), Định Vương bị tướng Lý Tài ép phải giao quyền cho Nguyễn Phúc Dương (tức Tân Chính Vương), sau đó, Tống Phước Thiêm cùng Tống Phước Hòa được cử trấn giữ dinh Long Hồ.
Tháng 3 năm Đinh Dậu (1777), quân Tây Sơn do Nguyễn Huệ kéo vào Nam, ông đem thủy quân đón Định Vương, Tân Chính Vương về Ba Vát (Ba Việt 巴越) (Bến Tre)
Tháng 9 năm đó, Nguyễn Huệ mang quân bao vây tấn công Ba Vát, bắt sống Tân Chính Vương cùng toàn bộ quân tướng, chỉ mỗi mình ông chạy thoát. Định Vương sau đó cũng bị quân Tây Sơn bắt tại vùng Ba Thắc (Bassăk) thuộc Cà Mau, và cả hai chúa Nguyễn đều bị đưa về Gia Định xử tử vào khoảng cuối năm ấy .
Đầu năm sau (Mậu Tuất,1778), Đỗ Thanh Nhân, Tống Phúc Thiêm cùng các tướng lĩnh khác tôn Nguyễn Phúc Ánh, cháu của chúa Định Vương vừa bị giết, lên chức Đại nguyên soái, Nhiếp quốc chính.
Năm Canh Tý (1780), chúa Nguyễn (Nguyễn Phúc Ánh) xưng vương, Tống Phúc Thiêm được phong Tả chưởng cơ, tước Quận công, coi sóc bộ Hình và bộ Hộ kiêm quản Tàu vụ và các đạo thủy binh.
Năm sau, Tân Sửu (1781), thấy tướng cai quản đạo quân Đông Sơn là Đỗ Thành Nhân cậy tài, cậy công, lộng quyền; ông và Huỳnh Thiên Lộc tâu kín với chúa Nguyễn Ánh xin giết đi. Nguyễn Ánh cho là phải, bèn giả vờ bệnh, rồi cho triệu Đỗ Thanh Nhơn vào bàn việc, nhân đó, sai võ sĩ bắt và giết vào tháng ba cùng năm.
Đỗ Thành Nhân bị giết, các thuộc tướng của Thành Nhân đều rất căm hận, rút hết binh Đông Sơn đi, dù chúa Nguyễn cho người chiêu dụ cũng không đến.
Nhân cơ hội ấy, tháng 3 năm Nhâm Dần (1782), Nguyễn Nhạc và Nguyễn Huệ lại đưa quân vào Nam. Tại Cần Giờ, thủy binh của chúa Nguyễn Phúc Ánh do tướng Tống Phúc Thiêm chỉ huy, với khoảng 400 chiến thuyền (chưa kể 5 tàu chiến của phương Tây do Manuel cầm đầu), chuẩn bị thế trận ở Thất Kỳ Giang (sông Ngã Bảy). Nhân theo chiều gió, Nguyễn Huệ cho dùng hỏa công.
Kể lại trận thủy chiến này, sách Tìm hiểu thiên tài quân sự của Nguyễn Huệ có đoạn:
Khi được tin thủy quân Tây Sơn đã tiến vào cửa biển Cần Giờ, Nguyễn Ánh hạ lệnh cho Tống Phúc Thiêm đưa thủy quân ra nghênh chiến. Đạo thủy quân này của chúa Nguyễn hơn 400 thuyền chiến và có một số tàu của Pháp và Bồ Đào Nha tham dự. Tống Phúc Thiêm dàn thuyền chiến thành hàng ngang ở sông Ngã Bảy (Thất Kỳ Giang). Mặc cho bị bắn chặn dữ dội, thủy quân Tây Sơn đang trên chiều thuận gió, vẫn ào ạt tiến sát thuyền chiến đối phương tung hỏa công đánh phá...Trận thủy chiến diễn ra rất ác liệt...các chiến thuyền của chúa Nguyễn phải lui dần...những tàu Bồ Đào Nha và Pháp đều bỏ chạy. Chỉ còn lại một chiếc kiểu Châu Âu có 10 đại bác do Cai cơ Pháp tên Mạn Hòe (Manuel) chỉ huy...Mặc dù Mạn Hòe cố sức chống cự, cuối cùng tàu cũng bị đốt cháy và đánh đắm, Mạn Hòe tử trận.
Cùng lúc đó, Nguyễn Ánh trực tiếp chỉ huy một đội thuyền chiến đến cứu viện, nhưng bị hỏa lực trên thuyền Tây Sơn chặn đánh rất dữ dội. Thuyền của Nguyễn Ánh bị bắn gãy cột buồm, phải rút chạy về Bến Nghé...
Đại bại, chúa nguyễn bị đuổi ngặt, phải bỏ Gia Định, rồi lại bỏ Ba Giồng  vượt sông Hậu, sang Chân Lạp, ra đảo Phú Quốc, rồi cuối cùng sang Xiêm La cầu viện.
Trong khi chúa nguyễn bỏ chạy, Tống Phúc Thiêm gom tàn quân lui về Ba Giồng, thì bị quân Đông Sơn vây đánh, và ông bị bắt sống. Tại đấy, Võ Nhàn và Đỗ Bảng, thay mặt toàn thể thuộc hạ của Đỗ Thành Nhân, đã giết chết ông  vì tội gièm pha khiến chủ tướng của họ bị mưu hại.
Tống Phúc Thiêm mất, vợ là Nguyễn thị mới sinh một trai tên Thạc được ba ngày, phải bồng con chạy trốn về An Giang. Về sau, vua Gia Long (tức chúa Nguyễn Phúc Ánh), có xuống chiếu thu dụng con cháu công thần. Khi ấy Thạc mới ngoài 20 tuổi và đang sống với mẹ, nhưng Thạc ở ẩn luôn không muốn triều đình biết đến...